# 達魯卡與水月
達魯卡和水月，是台灣邵族傳說中的一對男女，由於來自不同族群的他們相愛後被阻撓，痛苦之餘最終雙雙自盡。

## 傳說

### 認識
達魯卡是邵族男子、水月則是住在日月潭附近的漢人女性，有一次達魯卡在追捕一隻水鹿時，不小心闖進水月家族的田裡，並遇到正在田裡工作的水月，兩人一見鍾情，暗中交往了一段時間。

### 阻撓
後來，兩人的秘密被發現了，他們的感情不受到各自的族群所接受，水月因此被禁足在家裡、達魯卡則被族人痛打了一頓。無法見面的兩人只能以先前約定的暗號互相溝通：達魯卡每天在山上學山羌叫、水月則在家裡敲竹筒回應。

### 自殺與身後
過了一段時間後，由於分隔太久，兩人決定在冬天的一個月圓夜晚私奔，可是被追上，走投無力之下投潭自盡。他們死後的隔年冬天，日月潭面出現了一對沒人見過的鴛鴦，大家都認為那是他們死後的化身。